# Bancloque
La bancloque (ou cloque à bans) était la cloche communale qui, dans les beffrois des régions du Nord de la France et de la Belgique, avait un statut quasi officiel. Elle était utilisée pour sonner l’alarme, rassembler les habitants, annoncer un événement ou proclamer un jugement ou une ordonnance des échevins de la ville. Elle signifiait l’ouverture ou la fermeture des portes de la ville, et fixait de manière générale le temps et les saisons.
Le beffroi de Tournai est en Belgique le plus ancien des beffrois supports d'une bancloque (XIIe siècle).

## Étymologie
‘Cloque’ est une variante picarde et normande de ‘cloche’, venant du bas-latin 'clocca’.  Un ‘ban’ est la proclamation officielle et publique d’un jugement ou d’une décision. Le mot de bans survit de nos jours pour l’annonce publique, dans les églises, d’un projet de mariage : ‘’les bans de mariage’’.